# إيراو (سقز)
قرية إيراو (بالكردية: ئێراو) هي إحدى القرى التابعة لـإمام في ريف قسم زيويه من مقاطعة سقز، في محافظة كردستان الإيرانية.

## السكان
حسب إحصاءات سنة 2006، بلغ إجمالي السكان في إيراو 117 نسمة وعدد المساكن 26 مسكن. لغة سكان إيراو هي اللغة الكردية و هم من أهل السنة والجماعة والمذهب الشافعي.